# 赫盧普利亞尼
51°21′45″N 28°30′45″E / 51.36250°N 28.51250°E
赫盧普利亞尼（烏克蘭語：Хлупляни），是烏克蘭北部的村莊，隸屬日托米爾州的科羅斯滕區。該村始建於1707年，面積1.3平方公里，海拔高度220米，2001年人口230，人口密度每平方公里177.2人。